# راژیتسا
راژیتسا (به بلغاری: Razhitsa) یک منطقهٔ مسکونی در بلغارستان است که در Ruen واقع شده‌است.